# 小花滇紫草
小花滇紫草（学名：Onosma sinicum var. farreri）是紫草科滇紫草属小叶滇紫草的变种，为中国的特有植物。分布于中国大陆的陕西、甘肃等地，生长于海拔1,000米至1,500米的地区，多生于干旱山坡以及向阳沙质山地，目前尚未由人工引种栽培。